# Logement molenbeekois
 (juillet 2025).

## Historique
Le Logement Molenbeekois a été créé le 28 décembre 1899 sous le nom de « Société Anonyme des Habitations ouvrières de Molenbeek-Saint-Jean » grâce à l’impulsion des pouvoirs publics communaux. Dès le départ, la politique d’attribution des logements se veut non-discriminatoire et privilégie les personnes les plus vulnérables. Le Logement Molenbeekois est né dans le contexte de revendications, de plus en plus importantes, de la classe ouvrière désireuse de voir ses besoins fondamentaux protégés. L’un de ces droits est l’accès à un logement décent. Les ouvriers qui constituent le maillon essentiel d’une société en pleine mutation industrielle ne bénéficiaient d’aucune protection et vivaient, pour la plupart, dans des conditions difficiles. Ainsi l’intervention publique est devenue indispensable pour améliorer, à grande échelle, les conditions de logement de cette classe ouvrière.
Molenbeek est l’une des trois premières communes bruxelloises à mettre en place une Société Immobilière de Service Public afin d’agir concrètement en faveur des personnes les plus fragilisées. Si la commune est pionnière, c’est aussi parce que le besoin sur son territoire est particulièrement important. Elle est confrontée à des défis sociaux et urbanistiques car elle comporte, sur son territoire, de nombreuses industries ainsi que les quelque 33 000 ouvriers qui y travaillent. "La Cité Pauwels" a été la première implantation de logements sociaux, elle se situait dans la zone du Vieux Molenbeek. 
Dès la constitution de la « Société Anonyme des Habitations ouvrières de Molenbeek-Saint-Jean » en 1899, une assemblée générale des actionnaires est organisée et réunit les trois actionnaires les plus conséquents : la Commune de Molenbeek-Saint-Jean, le Bureau de Bienfaisance de Molenbeek-Saint-Jean et la Commission des Hospices civils. Toutefois, même si leurs participations sont moins significatives, quelques particuliers issus de monde industriel sont également actionnaires. En 1921, la Société change de nom et s’appelle désormais « Société Anonyme des Habitations à Bon Marché ». Cette appellation reflète une politique qui vise à construire le plus d’habitats possible à moindre coût pour que les loyers restent abordables, quitte à offrir des logements munis à peine de deux à quatre pièces. En 1958, le nom changera une nouvelle fois pour celui qu’on lui connait aujourd’hui, « Le Logement Molenbeekois ». C’est donc le Ministre E. Leburton qui est à l’origine du nom actuel. Il a initié ce changement pour refléter l'évolution politique que subissait la Société. Ainsi, il n’était plus question de logement strictement à « bon marché » car un certain niveau de confort était dès lors requis.
Le mode de fonctionnement a considérablement changé à partir de 1980, dès l’entrée en vigueur de l’Arrêté royal du 8 octobre 1981 et de l’informatisation qui s’est amorcée entre 1984 et 1985. De fait, le Logement s’est modernisé à plusieurs niveaux dont l’aspect administratif. Celui-ci a vu naître un service contentieux afin de gérer les difficultés des locataires confrontés à des arriérés. Particulièrement au début de sa création, le service contentieux faisait appel aux ouvriers du Logement en tant qu’agents facilitateurs car ces derniers entretenaient une relation de confiance avec les locataires. Cette relation est née du contact quotidien qu’ils nouent, dans le cadre de leurs missions, pour de petits ou grands travaux. Ces changements se sont aussi répercutés sur la procédure d’inscription et de sélection des candidats locataires en mettant fin au système de tirage au sort. Cela ayant pour but de privilégier les personnes prioritaires puisqu’elles sont fragilisées et qu’elles possèdent un titre de priorité légal.
En 1982, le Logement change son statut de Société Anonyme pour adopter celui d’une Société Coopérative. Notons que le nombre d’ouvriers/ d’employés a également augmenté parallèlement à l’extension du parc immobilier du Logement. 
C’est aujourd’hui le deuxième plus grand parc immobilier de SISP de la Région Bruxelles-Capitale. En effet, ses logements représentent près de 9% des logements sociaux bruxellois et près de 10 % des logements de la commune de Molenbeek. Le parc immobilier, constitué de logements sociaux appartenant au Logement Molenbeekois, est complété par les logements communaux créés en partenariat avec des autorités supérieures. 

## Société Immobilière de Service Public (S.I.S.P.)

### Conditions d'éligibilité
Il existe cinq conditions afin de pouvoir s’inscrire à un logement social :  
1. La première est la condition de propriété, la personne ne peut pas être déjà propriétaire d’un bien immobilier.
2. La seconde est la condition de revenus, ceux-ci ne doivent pas dépasser les plafonds d’admission. Ces plafonds varient en fonction de la situation de la personne.
3. La troisième est la condition de séjour, il faut être inscrit dans le registre de la population ou dans le registre des étrangers d’une commune de Belgique.
4. Ensuite, l'absence de contentieux est requise. Si la personne a déjà été locataire et veut se réinscrire, celle-ci doit avoir rempli toutes ses obligations précédemment.
5. Pour finir, une seule inscription par membre du ménage est autorisée[13].

### Fonctionnement des SISP
Il existe, au sein de chaque SISP, un système de contrôle interne qui sert à "la protection du patrimoine, la fiabilité des données comptables et sociales, l'amélioration des performances et de l'efficacité sociale et le respect des directives".

### Missions des SISP
Les SISP ont pour mission de louer une résidence aux personnes ayant des difficultés à trouver un logement et répondant aux conditions précitées. Ces sociétés sont aussi chargées de la gestion quotidienne de ces habitations.
Elles veillent donc notamment au respect des règles relatives aux attributions de logements, aux calculs des loyers, à l’entretien et à la rénovation des logements, etc.

### Modalités de financement
Tout financement se fait par la SRLB, la SISP ne peut emprunter auprès d’un tiers sans l’autorisation de la SRLB. 
Les SISP peuvent recevoir des dons et legs et acquérir des biens.

## Actualités
En janvier 2019, le Logement Molenbeekois a fait l’objet de l’attention médiatique en raison du nombre de plaintes contre la Société provenant d’employés et de locataires. En effet, de nombreuses personnes rapportent des abus et de graves dysfonctionnements dans la gestion (harcèlement, licenciement abusif, conditions de travail insalubre, absence de barème salarial …). Ces plaintes ont été rapportées auprès des syndicats, du Service externe pour la Prévention et la Protection au Travail (SPMT-ARISTA) et au Tribunal du Travail. Face à cette situation, la SLRB, la société de tutelle du Logement, a repris la gestion de la Société et a commandé un audit externe ayant remis un rapport particulièrement accablant menant la ministre bruxelloise du logement à suspendre le comité de direction. De fait, Le directeur-gérant ainsi que le président du conseil d’administration ont donc été écartés de leurs fonctions.
À la suite de ces évènements, plusieurs partis politiques francophones ont souhaité mettre en place un dispositif mettant en lumière tous les éléments de ce dysfonctionnement qui semble être généralisé. Au début du mois de février, le personnel entame une grève et organise un rassemblement mêlant les locataires.